# Спрејг (Небраска)
Спрејг (енгл. Sprague) град је у америчкој савезној држави Небраска.

## Демографија
По попису из 2010. године број становника је 142, што је 4 (-2,7%) становника мање него 2000. године.
| Група             | 2000.       | 2010.       |
| Белци             | 141 (96,6%) | 137 (96,5%) |
| Афроамериканци    | 0 (0,0%)    | 0 (0,0%)    |
| Азијати           | 0 (0,0%)    | 0 (0,0%)    |
| Хиспаноамериканци | 2 (1,4%)    | 2 (1,4%)    |
| Укупно            | 146         | 142         |